# Charles Francis Adams
Charles Francis Adams (18. srpna 1807 Boston, Massachusetts, USA – 21. listopadu 1886 Boston) byl americký diplomat, syn 6. prezidenta Spojených států Johna Quincyho Adamse a Luisy Johnsonové. Během americké občanské války působil jako velvyslanec Spojených států ve Velké Británii, přičemž se výrazně zasloužil o udržení její neutrality.